# Nabeshima Naohiro
En aquest nom japonès, el cognom és Nabeshima.
Nabeshima Naohiro (鍋島 直大; 27 d'agost de 1846-19 de juny de 1921) va ser un aristòcrata i diplomàtic japonès, darrer dàimio de Hizen-Saga abans de la restauració Meiji.

## Biografia
Va ser el fil hereu del dàimio Nabeshima Naomasa. Succeí el seu pare al capdavant del domini de Hizen-Saga. Mentre va exercir de senyor feudal, va participar en una de l'Exposició Universal de París de 1867 i va participar en la guerra Boshin (1868-1869) enviant tropes a la regió de Tōhoku.
Ja establert el sistema de la restauració Meiji, el 1871 va demanar permís per anar a estudiar a l'estranger, adduint que volia veure l'estat d'avenç en què vivien les civilitzacions occidentals. L'any següent va viatjar amb la delegació Iwakura a la Gran Bretanya. Hom afirma que Nabeshima va estudiar a la Universitat d'Oxford, encara que no consta als registres de cap de les facultats. Probablement, d'acord amb el qual es desprèn de la premsa, no es va inscriure mai de forma oficial, però sí que va assistir regularment a classes, com van fer altres persones.
A Oxford estigué acompanyat de la seva muller, Taneko, una de les primeres dones japoneses a rebre el passaport i viatjar a l'estranger. Allà, ella va dedicar-se a instruir-se en els costums de les dames angleses i va aprendre a pintar a l'estil occidental. Després d'acabar els estudis, va ser destinat, en qualitat de ministre plenipotenciari, a Itàlia com a part d'una comissió diplomàtica especial; altres fonts indiquen que exercí també com a ambaixador del Japó. Quan va tornar al Japó el 1882, va ocupar diversos càrrecs governamentals: va ser secretari del ministeri d'Afers Exteriors, senador fins a 1886 i cap de cerimònies de la casa imperial fins a 1895.
D'altra banda, després de tornar també va entrar a formar dels kazoku, la nova classe nobiliària japonesa, i va rebre el títol de marquès. Val a dir que la família Nabeshima va ser molt rica, era propietària d'extenses propietats al centre de Tòquio, on hi tenia una enorme mansió d'estil occidental, a més de diverses terres amb plantacions de te. Després del seu primer matrimoni, que va durar poc a causa de la mort de Taneko molt jove, es va casar en segones núpcies amb Nagako. Totes les filles Nabeshima es van casar amb fills de famílies aristocràtiques, tret de la quarta, Nobuko, que va casar-se amb el diplomàtic resident a Londres, Matsudaira Tsuneo.